# 夢境引路者
夢境引路者（日语：／ Yumesaki Annainin，又譯引夢人），于1977年4月發佈，是山口百惠發行的第17首单曲，亦是山口百惠自《在珠光寶氣中搖曳生姿》以来第四部登上Oricon公信榜第一位的作品。

## 作品概要
- 歌手中森明菜在由日本電視台舉辦的『明星誕生!』節目的第三輪主場比賽中演唱了此歌曲，後來亦在決賽中演唱。出道后，中森明菜又于1985年10月9日播出的『夜之HIT STUDIO（日语：夜のヒットスタジオ）』中演唱了此歌曲。
- B面的「在春天裏吹風」則是由其所屬事務所的後輩荒木由美子翻唱。

## 收錄曲目
- 全曲作詞：阿木燿子／作曲：宇崎龍童

1. 夢境引路者（4:03）
編曲：萩田光雄（日语：萩田光雄）
2. 在春天裏吹風（3:45）
編曲：馬飼野康二

## 歌曲編號
- 1977年4月1日 - 06SH 140（单曲）

## 相關單曲
- 1979年9月21日 - EP: 06SH 593（「GOLDEN SINGLE」 片面: 假黃金）
- 1989年3月21日 - Mini CD: 10EH 3181（「鉑金單曲認證」 C/W: 假黃金）
- 2004年6月23日 - Mini CD: MHCL 10032（獨創卡拉OK、「百惠白書（日语：百恵白書）」 紙質封面初始版本）

## 翻唱概況
夢境引路者
- 香西薰 - 1993年收錄至專輯《綴織百景VOL.3 "夢"》中。
- 宇崎龍童 - 1994年在專輯『しなやかにしたたかに 女たちへ パート2』中自行翻唱。
- 原田知世 - 2016年收錄至專輯『恋愛小説2〜若葉のころ』中[1]。
- 知英 - 2016年作爲自己發佈的第二首單曲『有喜歡的人（日语：好きな人がいること (曲)）』的聯唱曲目翻唱[2]。
- 三浦祐太朗 - 山口百惠與三浦友和的長子。2017年收錄于其專輯『I'm HOME（日语：I'm HOME）』中。

在春天裏吹風
- 荒木由美子 - 1977年收錄于專輯『ヴァージン・ロード/渚でクロス』中。